# Robert Katscher
Robert Katscher, född 20 maj 1894 i Wien, död 23 februari 1942 i Hollywood, var en österrikisk-amerikansk kompositör.
Katscher utvandrade till USA i början av 1930-talet.